# رود پارتیزانسکایا
رود پارتیزانسکایا (انگلیسی: Partizanskaya) یک رودخانه در سرزمین پریمورسکی کشور روسیه است.